# Tournoi de clôture du championnat du Paraguay de football 2019
Navigation
Tournoi précédent Tournoi suivant
Le tournoi de clôture de la saison 2019 du Championnat du Paraguay de football est le deuxième tournoi semestriel de la cent-vingt-et-unième saison du championnat de première division au Paraguay. La saison est scindée en deux tournois saisonniers qui délivrent chacun un titre de champion. Les douze clubs participants sont réunis au sein d'une poule unique où ils affrontent leurs adversaires deux fois, à domicile et à l'extérieur. À l’issue du tournoi, un classement cumulé des trois dernières années permet de déterminer les deux clubs relégués en deuxième division.
C'est le Club Olimpia qui remporte le tournoi après avoir terminé en tête du classement final. C'est le quarante-quatrième titre de champion du Paraguay de l'histoire du club.

## Qualifications continentales
Le vainqueur du tournoi de Clôture est qualifié pour la Copa Libertadores 2020.

## Les clubs participants
- Club Olimpia
- Cerro Porteño
- Club Libertad
- Club Guaraní
- Club Sportivo Luqueño
- Club River Plate - Promu de División Intermedia
- Club Sportivo San Lorenzo - Promu de División Intermedia
- Club Deportivo Capiatá
- Club Sol de América
- Club Nacional
- Club General Díaz
- Club Deportivo Santaní

## Compétition
Le barème utilisé pour établir le classement est le suivant :
- Victoire : 3 points
- Match nul : 1 point
- Défaite : 0 point

### Classement
| Rang | Équipe                     | Pts | J  | G  | N | P  | Bp | Bc | Diff |
| ---- | -------------------------- | --- | -- | -- | - | -- | -- | -- | ---- |
| 1    | Club OlimpiaT              | 54  | 22 | 17 | 3 | 2  | 53 | 15 | +38  |
| 2    | Club Libertad              | 48  | 22 | 15 | 3 | 4  | 35 | 12 | +23  |
| 3    | Cerro Porteño              | 37  | 22 | 11 | 4 | 7  | 42 | 28 | +14  |
| 4    | Club Guaraní               | 32  | 22 | 9  | 5 | 8  | 31 | 28 | +3   |
| 5    | Club Sol de América        | 31  | 22 | 8  | 7 | 7  | 22 | 22 | 0    |
| 6    | Club Nacional              | 29  | 22 | 7  | 8 | 7  | 29 | 27 | +2   |
| 7    | Club General Díaz          | 25  | 22 | 6  | 7 | 9  | 27 | 32 | -5   |
| 8    | Club River PlateP          | 24  | 22 | 6  | 6 | 10 | 18 | 24 | -6   |
| 9    | Club Sportivo San LorenzoP | 22  | 22 | 5  | 7 | 10 | 23 | 36 | -13  |
| 10   | Club Sportivo Luqueño      | 21  | 22 | 5  | 6 | 11 | 10 | 37 | -27  |
| 11   | Club Deportivo Capiatá     | 21  | 22 | 5  | 6 | 11 | 18 | 38 | -20  |
| 12   | Club Deportivo Santaní     | 19  | 22 | 5  | 4 | 13 | 20 | 39 | -19  |

|  | Qualification pour la Copa Libertadores 2020         |
|  | T : Tenant du titre P : Promu de División Intermedia |

## Classement Cumulé
| Rang | Équipe                     | Pts | J  | G  | N  | P  | Bp  | Bc | Diff |
| ---- | -------------------------- | --- | -- | -- | -- | -- | --- | -- | ---- |
| 1    | Club OlimpiaOuvClo         | 108 | 44 | 33 | 9  | 2  | 114 | 32 | +82  |
| 2    | Club Libertad              | 85  | 44 | 26 | 7  | 11 | 74  | 41 | +33  |
| 3    | Cerro Porteño              | 80  | 44 | 24 | 8  | 12 | 90  | 53 | +37  |
| 4    | Club Guaraní               | 69  | 44 | 19 | 12 | 13 | 68  | 57 | +11  |
| 5    | Club Sol de América        | 57  | 44 | 16 | 9  | 19 | 54  | 65 | -11  |
| 6    | Club Nacional              | 52  | 44 | 12 | 16 | 16 | 48  | 54 | -6   |
| 7    | Club River PlateP          | 52  | 44 | 13 | 13 | 18 | 43  | 55 | -12  |
| 8    | Club Sportivo Luqueño      | 52  | 44 | 13 | 13 | 17 | 48  | 67 | -19  |
| 9    | Club Sportivo San LorenzoP | 49  | 44 | 13 | 10 | 21 | 56  | 73 | -17  |
| 10   | Club Deportivo Capiatá     | 47  | 44 | 11 | 14 | 19 | 42  | 70 | -28  |
| 11   | Club General Díaz          | 41  | 44 | 9  | 14 | 21 | 48  | 75 | -27  |
| 12   | Club Deportivo Santaní     | 32  | 44 | 7  | 11 | 26 | 35  | 78 | -43  |

|  | Qualification pour la phase de groupes de la Copa Libertadores 2020     |
|  | Qualification pour le tour préliminaire de la Copa Libertadores 2020    |
|  | Qualification pour la Copa Sudamericana 2020                            |
|  | Relégation directe en deuxième division                                 |
|  | Ouv : Vainqueur du tournoi Ouverture Clo : Vainqueur du tournoi Clôture |

- La relégation est décidée en faisant la moyenne des points obtenus lors des trois dernières saisons (2017, 2018 et 2019). Les deux clubs les moins performants sont relégués.

## Bilan de la saison
| Championnat du Paraguay de football 2019 |                                                                          |
| Champion                                 | Club Olimpia (44e titre)                                                 |
| Coupes et trophées                       |                                                                          |
| Vainqueur de la Coupe du Paraguay 2019   | Club Libertad                                                            |
| Qualifications continentales             |                                                                          |
| Copa Libertadores 2020                   | Club Olimpia Club Libertad                                               |
| Copa Libertadores 2020                   | Club Guaraní Cerro Porteño                                               |
| Copa Sudamericana 2020                   | Club Sol de América Club Nacional Club Sportivo Luqueño Club River Plate |
| Promotions et relégations                |                                                                          |
| Promus en Primera División               | Guaireña Fútbol Club                                                     |
| Promus en Primera División               | 12 de Octubre FC                                                         |
| Relégués en División Intermedia          | Club Deportivo Santaní                                                   |
| Relégués en División Intermedia          | Club Deportivo Capiatá                                                   |